# Kościół św. Jakuba Starszego Apostoła w Pałecznicy
Kościół świętego Jakuba Starszego Apostoła – rzymskokatolicki kościół parafialny należący do parafii pod tym samym wezwaniem (dekanat skalbmierski diecezji kieleckiej).

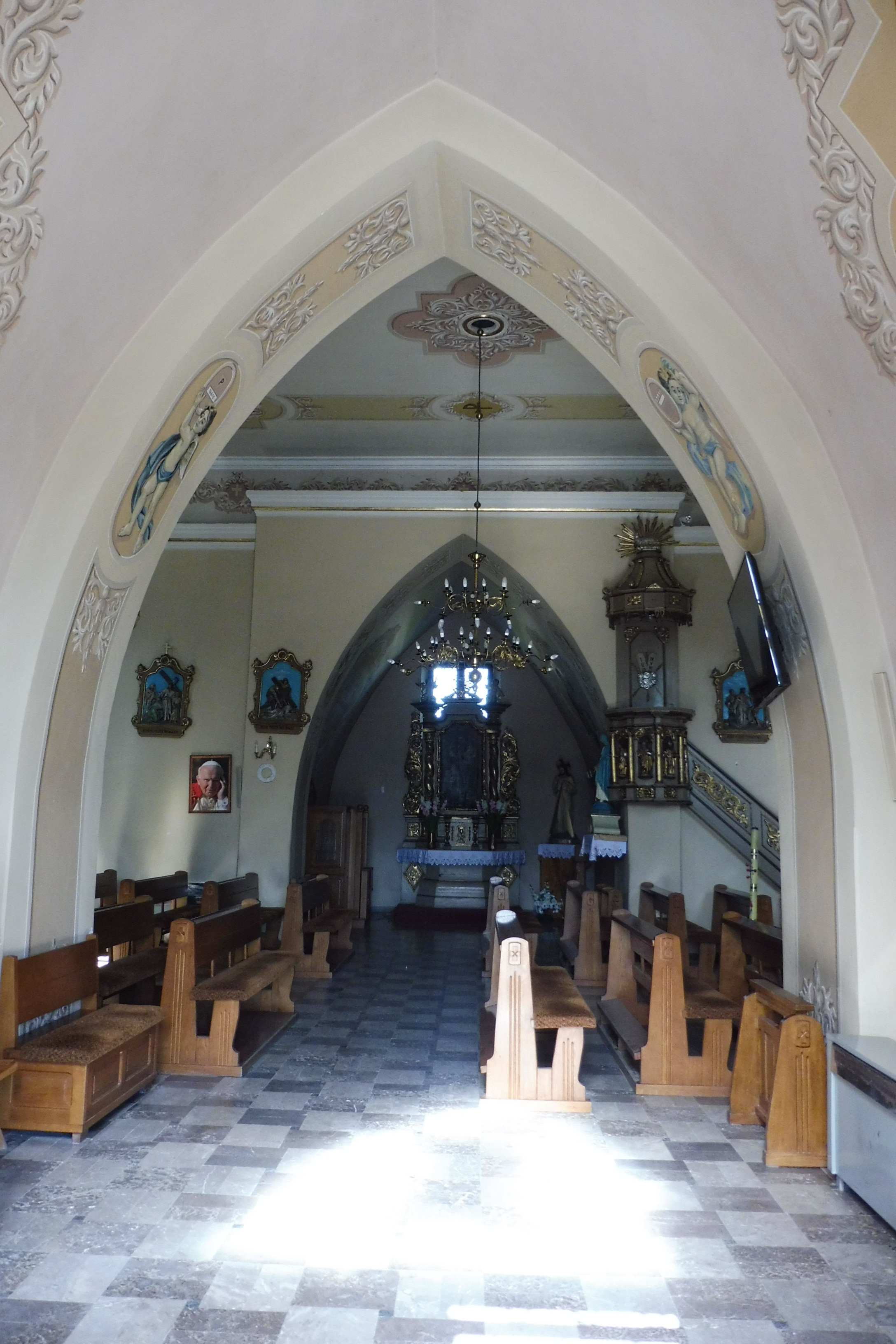
Wnętrze świątyni

W II połowie XV wieku na pewno istniała świątynia murowana, która została przebudowana zapewne pod koniec XVII wieku i ponownie została konsekrowana przez biskupa Stanisława Szembeka w 1695 roku, Przez ponad 100 lat świątynia należała do protestantów (zbór został utworzony w 1550 roku, kiedy to wieś należała do Stanisława Lasockiego. Świątynia została przekształcona na zbór w 1553 roku, w 1557 roku odbył się tu zjazd, natomiast w 1568 roku – synod). Poszczególne etapy budowy kościoła zatarły się w czasie połączonej z rozbudową restauracji w 1826 roku. W 1882 roku została założona nowa posadzka.
Liczne przebudowy spowodowały, że kościół nie posiada jednolitych cech stylowych. Szersza prostokątna nawa jest zakończona prezbiterium. Do nawy są dobudowane dwie kaplice, od strony północnej i od strony południowej, noszące obecnie wezwania św. Antoniego i św. Maksymiliana Kolbego. Od strony zachodniej do nawy jest dostawiona wieża nakryta stromym, ostrołukowym dachem hełmowym. Wystrój wnętrza reprezentuje głównie styl barokowy. Ołtarze – główny i dwa boczne oraz ołtarz w kaplicy powstały około 1700 roku. W ołtarzu głównym jest umieszczony obraz Ukrzyżowania, natomiast w bocznych – święty Jakub Apostoł i obraz Najświętszej Maryi Panny. Między prezbiterium a nawą znajduje się tęcza z Chrystusem i aniołami.